# Roxton Pond
Roxton Pond es un municipio de la provincia de Quebec, Canadá. Está ubicado en el condado regional de La Haute-Yamaska y a su vez, en la región administrativa de Montérégie. Hace parte de las circunscripciones electorales de Johnson a nivel provincial y de Shefford a nivel federal.

## Geografía
Roxton Pond se encuentra ubicada en las coordenadas 45°29′00″N 72°40′00″O / 45.48333, -72.66667. Según Statistics Canada, tiene una superficie total de 97,68 km² y es una de las 1134 localidades en las que está dividido administrativamente el territorio de la provincia de Quebec.

## Demografía
Según el censo de 2011, había 3786 personas residiendo en este municipio con una densidad poblacional de 38,8 hab./km². Los datos del censo mostraron que de las 3599 personas censadas en 2006, en 2011 hubo un aumento poblacional de 187 habitantes (5,2%). El número total de inmuebles particulares resultó de 1561 con una densidad de 15,98 inmuebles por km². El número total de viviendas particulares que se encontraban ocupadas por residentes habituales fue de 1491.